# 조성원 (1990년)
조성원(영어: SungWon Cho)은 한국계 미국인 유튜버, 성우, 배우이다.

## 출연 작품

### 영화
- 블랙베리 (2023)

### TV 애니메이션
- 하이 가디언 스파이스 (2021) -칼라마그로스티스 , 악마, 다시마,
- 플루토 (2023)
- 문걸과 데블 다이노소어 (2024)
- 던전밥 (2024)
- 나 혼자만 레벨업 (2024)

### 비디오 게임
- 보더랜드 3 (2019)
- 파이어 엠블렘 무쌍 풍화설월 (2022)
- 갓 오브 워 라그나로크 (2022)